# Sint-Martinuskerk (Moorslede)

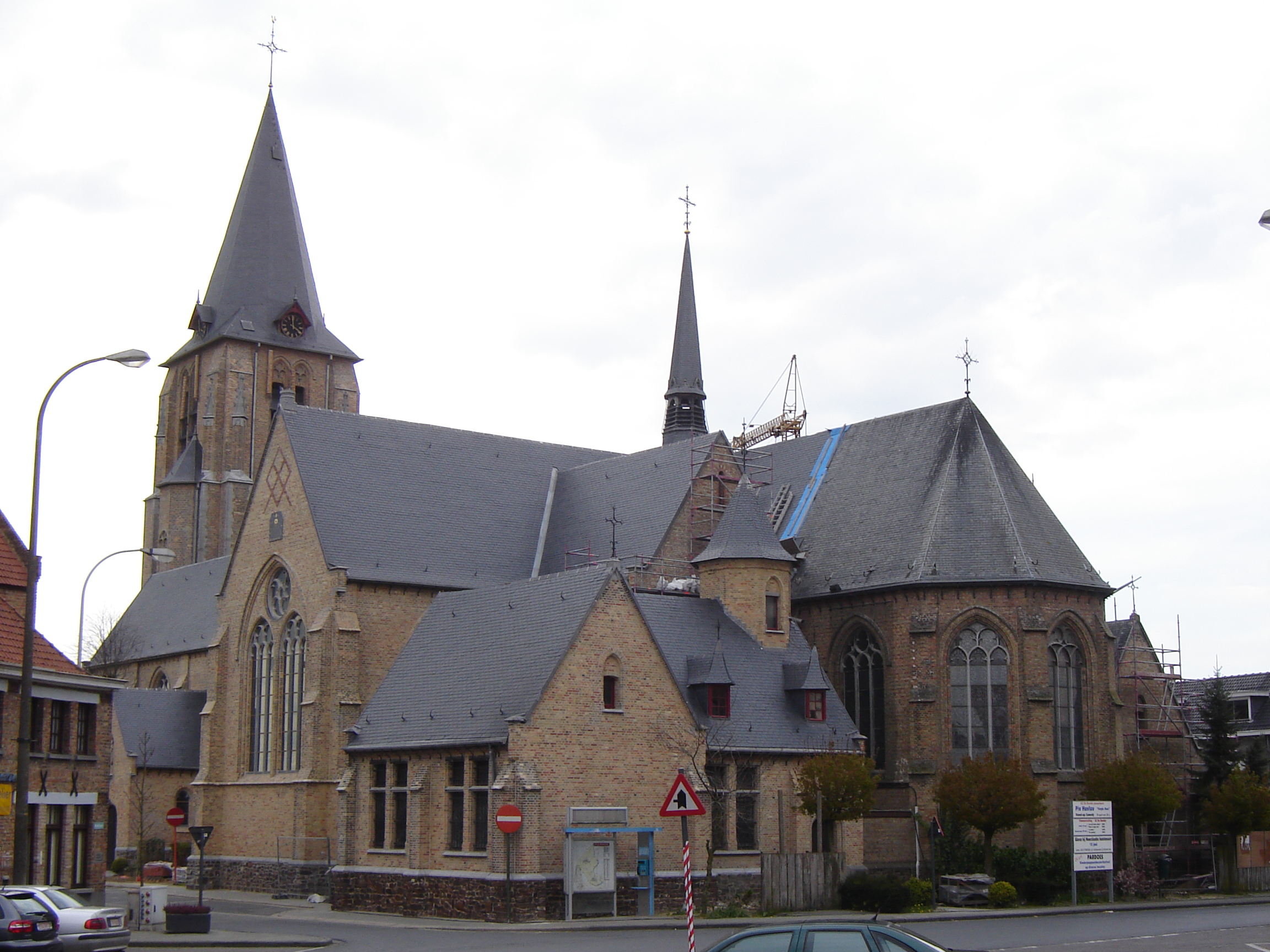
Sint-Martinuskerk

De Sint-Martinuskerk is de parochiekerk van de West-Vlaamse plaats Moorslede, gelegen aan Kerkstraat 21.

## Geschiedenis
Er was sprake van een laatgotische hallenkerk, waarvan in 1852 het koor naar neogotische trant werd verlengd. Op 27 juli 1917 werd de toren opgeblazen, welke op het schip viel, waarmee de kerk werd verwoest.
In 1922 werd de kerk herbouwd naar ontwerp van Alfons de Pauw en René Cauwe. Hierbij werd het oorspronkelijke ontwerp aangehouden, behalve dat het middenschip werd verbreed. De metselaarstekens werden weer aangebracht en een vieringtorentje werd toegevoegd.

## Gebouw
Het betreft een driebeukige kruiskerk, uitgevoerd als hallenkerk in gele baksteen, met voorgebouwde toren die vier geledingen telt en geflankeerd wordt door een zeskant traptorentje. Het middenschip wordt overkluisd door een houten spitstongewelf.

## Interieur
In het noordkoor vindt men een zwart beeld van Onze-Lieve-Vrouw van Loreto. Het beeld is van omstreeks 1600 en werd in 1625 aan de kerk geschonken door ridder Michel d'Espierres, die heer was van Moorslede. De 18e-eeuwse preekstoel is in rococostijl. Uit 1682 is een schilderij: Wonderen van Sint-Martinus, door Nicolaas van de Velde. Verder zijn er 17e-eeuwse schilderijen: Bewening van Jezus en Onze-Lieve-Vrouw met de Heilige Drievuldigheid. Van 1716 is de Tenhemelopneming van Maria.